# Carrerino
 (décembre 2018).
Si vous disposez d'ouvrages ou d'articles de référence ou si vous connaissez des sites web de qualité traitant du thème abordé ici, merci de compléter l'article en donnant les références utiles à sa vérifiabilité et en les liant à la section « Notes et références ».

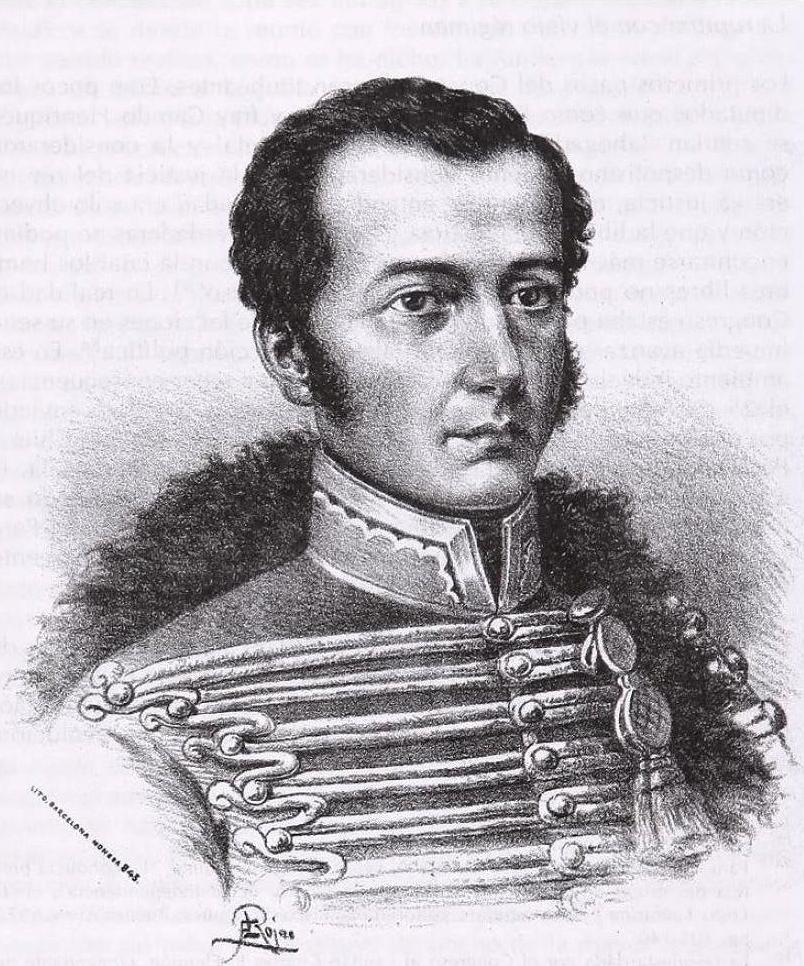
José Miguel Carrera.

Le terme espagnol Carrerino (ou dans une moindre mesure Carreristas) désigne dans la plupart des cas les partisans ou admirateurs du patriote chilien José Miguel Carrera. 
Du point de vue historique, il désigne le camp politique formé autour de sa personne lors de l'indépendance du Chili. Ce groupe était généralement rattaché à celui des patriotes exaltés (patriotas exaltados), bien que la collaboration de nombre de ces derniers n'était ni régulière, ni permanente. En effet, le parti finit par se limiter principalement aux amis proches des Carrera ainsi qu'à des militaires comme Diego José Benavente, qui leur restèrent loyaux après qu'ils furent déposés.

## Histoire
Le parti commença a se former politiquement lors du retour au Chili de José Miguel Carrera en 1811. À ses côtés se trouvaient ses frères Juan José et Luis, tous deux officiers militaires, ce qui permit un appui armé aux projets du groupe. Les frères Carrera, membres d'une des familles les plus influentes de l'aristocratie créole, purent alors structurer de nombreux éléments isolés, tels que les intellectuels attachés à la cause indépendantiste : Bernardo de Vera y Pintado et le religieux fray Camilo Henríquez. Ces derniers s'éloigneront ultérieurement du parti. Également, Les carrerinos accueillirent des personnalités politiques comme Manuel Rodríguez et Manuel José Gandarillas. Ils étaient alors tous unis par un projet indépendantiste véhément et impatients face à l'action des patriotes modérés, tel que Los Ochocientos (famille des Larraín). Les carrerinos considéraient ces derniers comme lents et pusillanimes face à la pression du parti pelucón, favorable à la reconnaissance des autorités espagnoles quelles qu'elles soient. Cependant, il importe de noter que les deux groupes indépendantistes ont eux aussi déclaré leur loyauté au roi d'Espagne, mais faisaient valoir que le Chili avait les mêmes droits que d'autres régions de l'Empire. Dans ce cas concret, cela voulait dire que le Chili pouvait élire un gouvernement provisoire (Règlement constitutionnel provisoire de 1812).
Par l'usage réitéré du coup d'État et profitant de l'agitation des assemblées, le parti carrerino prit le pouvoir de nombreuses fois pendant la première phase de la Patria Vieja (1811-1814), jusqu'à s'y maintenir.
Le consul des États-Unis, Joel Roberts Poinsett, récemment nommé, établit alors des relations avec José Miguel Carrera. Par la suite, les États-Unis, selon les auteurs en vue de la défense du système républicain ou pour des raisons d'intérêt économique, préféreront s'entendre avec les carrerinos. Plus tard, ces derniers accuseront les patriotes modérés de chercher l'établissement d'une monarchie, reproche également fait à José de San Martín. Cependant, les carrerinos accusèrent en même temps San Martín et O'Higgins de jacobinisme, ces deux derniers ayant aboli les titres de noblesse. En effet, le message des carrerinos, par démagogie, ne correspondait pas toujours à leurs actions. Une chose importante au niveau pratique pour le parti fut la relation que José Miguel établit avec David Porter, alors capitaine de la frégate Essex et David Jewett. 
Les mauvais résultats des premières campagnes militaires, surtout lors du siège de Chillán de 1813, furent accompagnés d'accusations contre la direction tactique des frères Carrera : inaptitude, véhémence excessive, culte de la personnalité et, pour Juan José, lâcheté. Il en a résulté que José Miguel fut destitué du commandement militaire par la Junte de Santiago, contrôlée par les modérés depuis le départ en guerre des Carrera.
Le traité de Lircay accusa implicitement les Carrera d'avoir causé la ruine du royaume (ruina del reino). Le parti tomba en disgrâce et dut agir dans la clandestinité. En 1814, un nouveau coup d'état le réinstalla au pouvoir pour une brève période.
Cependant, le désastre de Rancagua et la fuite des patriotes vers l'Argentine qui a suivi mirent fin aux perspectives du groupe politique. Plus tard, quand l'indépendance ainsi qu'une république unitaire furent établies, paradoxalement, par les mêmes personnes que les Carrera accusaient d'avoir des penchants monarchistes, les carrerinos optèrent pour un projet d'intégrer le Chili comme entité d'une Fédération du Sud. Ce projet était vraisemblablement influencé par la relation des Carrera avec les États-Unis, État fédéral.

## Les carrerinos aujourd'hui
Le terme carrerinos désigne également les étudiants, citoyens et institutions qui encore aujourd'hui défendent et revendiquent la figure de José Miguel Carrera, ainsi que les entités qui en son honneur portent son nom : par exemple, L'Instituto Nacional General José Miguel Carrera. Ils rivalisent traditionnellement avec les partisans de son adversaire politique Bernardo O'Higgins, appelés o'higginistas.